# Кулбока, Арнолдас
Арнолдас Кулбока (лит. Arnoldas Kulboka; род. 4 января 1998, Мариямполе) — литовский профессиональный баскетболист клуба «Вулвз».

## Клубная карьера

### «Жальгирис-2» (2014—2015)
Кулбока играл в молодежном составе клуба «Жальгирис» и в резервной команде «Жальгирис-2».

### «Брозе» (2015—2017)
Кулбока подписал пятилетний контракт с немецкой командой « Брозе» в августе 2015 года. В свой первый год он участвовал в играх за их дочерние команды в немецкой молодёжной лиге («Брайтенгюсбах») и во втором немецком дивизионе («Баунах Янг Пайкс»). Он помог «Брайтенгюсбах» завоевать титул в 2016 году и набирал за «Баунах» в среднем 6,4 очка и 1,5 подбора за игру. В 2016 году он посетил лагерь «Баскетбол без границ» в Торонто, а также лагерь Adidas в Тревизо.
В сезоне 2016/2017 он улучшил свою статистику до 14,7 очков, 4,3 подборов и 2 передач за игру за «Баунах». 1 мая 2017 года Кулбока дебютировал за «Брозе» в немецкой Бундеслиге в победной игре против «Сайнс-Сити» (74:61), в которой набрал 13 очков и 5 подборов.
В июне 2017 года Кулбока принял участие в лагере Adidas. Он был назван лучшим снайпером лагеря, забив 10 трёхочковых подряд. Кроме того, он также был вклюбчён в первую команду лагеря. В том же году он выставил свою кандидатуру на драфт НБА 2017 года, но снялся с него 12 июня.

### «Орландина» (2017—2018)
14 июля 2017 года Кулбока на правах аренды присоединился к итальянскому клубу «Орландина». Набирая в среднем 10,3 очка, 5 подборов и 1,1 результативных передач за игру в Лиге чемпионов сезона 2017/2018, он был назван лучшим молодым игроком турнира.

### Возвращение в «Брозе» (2018—2019)
23 июля 2018 года «Брозе» объявил, что Кулбока вернётся в команду.

### «Бильбао» (2019—2021)
6 августа 2019 года Кулбока подписал контракт с испанским клубом «Бильбао». В среднем он набирал 8,5 очков и 3,6 подборов за игру в своём первом сезоне с командой. 12 июня 2020 года Кулбока продлил свой контракт на два сезона. Летом 2021 года он покинул «Бильбао», получив предложение от «Шарлотт Хорнетс».

### «Шарлотт Хорнетс» (2021—2022)
Ближе к концу сезона 2017/2018 Кулбока записался на драфт НБА 2018 года, став одним из 11 международных игроков, заявивших о своем участии в драфте в начале того года. 21 июня 2018 года он был выбран командой «Шарлотт Хорнетс» во втором раунде (под 55-м номером в общем зачёте). Он представлял «Хорнетс» в Летней лиге НБА 2018 года. Во время своей дебютной игры он набирал 12 очков за 13 минут и помог своей команде одержать победу со счетом 88:87 над «Оклахома-Сити Тандер».. Кулбока снова представлял «Хорнетс» во время Летней лиги НБА 2019 года. Он сыграл свою лучшую игру против национальной сборной Китая, набрав 18 очков и сделав 4 подбора.
3 августа 2021 года «Шарлотт Хорнетс» подписали с Кулбокой двусторонний контракт на сезон 2021/2022. По условиям сделки он будет делить время между «Хонетс» и их фарм-клубом «Гринсборо Сворм из Джи-Лиги НБА».
10 декабря 2021 года Кулбока дебютировал в составе «Шарлотт Хорнетс» в НБА, сыграв 3 минуты в победном матче против «Сакраменто Кингз» (124:123). Он появился на паркете ещё раз 10 апреля 2022 года, сыграв 3 минуты в последнем матче сезона против «Вашингтон Уизардс» (124:108).

### «Промитеас» (2022—2023)
5 июля 2022 года Кулбока подписал однолетний контракт с греческим клубом «Промитеас». 25 января 2023 года Кулбока набрал рекордные в карьере 30 очков (10/13 с игры), 4 подбора, 3 передачи и в домашнем победном матче против «Будучности» (81:72).
В 27 матчах внутренней лиги Кулбока в среднем набирал 12,1 очков (реализуя 44% 3-очковых) и делал 5,3 подбора, играя около 28 минут за игру. Кроме того, в 20 играх Еврокубка он в среднем набирал 14,7 очков и делал 5,9 подбора, играя около 31 минуты за игру.

### «Промитей» (2023—2024)
21 июля 2023 года Кулбока подписал контракт с «Прометеем» из Латвийско-эстонской лиги.

### «Вулвз» (2024—н.в.)
8 августа 2024 года Кулбока подписал контракт с клубом «Вулвз», играющим в Литовской лиге и Еврокубке.

## Карьера за сборную
На юношеском уровне Кулбока несколько раз представлял Литву на международной арене, в том числе на юношеском чемпионате Европы (до 16 лет) 2014 года и юношеском чемпионате Европы (до 18 лет) 2015 года. Он набирал 15,7 очков за игру, что стало лучшим показателем в команде на юношеском чемпионате Европы (до 18 лет) 2016 года, и помог выиграть серебряные медали. Он также выступал за Литву на молодёжном чемпионате мира (до 19 лет) 2017 года, набирая в среднем 13,7 очков за игру, что стало лучшим показателем в команде. 26 февраля 2018 года Кулбока дебютировал в составе национальной сборной Литвы, набрав 9 очков, совершив 5 подборов и отдав 2 результативные передачи, в победном квалификационном матче на чемпионат мира 2019 года против сборной Косово (106:50).

## Статистика

### Статистика в НБА
| Сезон                                                                                    | Команда | Регулярный сезон | Регулярный сезон | Регулярный сезон | Регулярный сезон | Регулярный сезон | Регулярный сезон | Регулярный сезон | Регулярный сезон | Регулярный сезон | Регулярный сезон | Регулярный сезон | Серия плей-офф | Серия плей-офф | Серия плей-офф | Серия плей-офф | Серия плей-офф | Серия плей-офф | Серия плей-офф | Серия плей-офф | Серия плей-офф | Серия плей-офф | Серия плей-офф |
| Сезон                                                                                    | Команда | GP               | GS               | MPG              | FG%              | 3P%              | FT%              | RPG              | APG              | SPG              | BPG              | PPG              | GP             | GS             | MPG            | FG%            | 3P%            | FT%            | RPG            | APG            | SPG            | BPG            | PPG            |
| ---------------------------------------------------------------------------------------- | ------- | ---------------- | ---------------- | ---------------- | ---------------- | ---------------- | ---------------- | ---------------- | ---------------- | ---------------- | ---------------- | ---------------- | -------------- | -------------- | -------------- | -------------- | -------------- | -------------- | -------------- | -------------- | -------------- | -------------- | -------------- |
| 2021/22                                                                                  | Шарлотт | 2                | 0                | 2,5              | 0,0              | 0,0              | -                | 0,0              | 0,0              | 0,0              | 0,0              | 0,0              | Не участвовал  | Не участвовал  | Не участвовал  | Не участвовал  | Не участвовал  | Не участвовал  | Не участвовал  | Не участвовал  | Не участвовал  | Не участвовал  | Не участвовал  |
|                                                                                          | Всего   | 2                | 0                | 2,5              | 0,0              | 0,0              | -                | 0,0              | 0,0              | 0,0              | 0,0              | 0,0              | Не участвовал  | Не участвовал  | Не участвовал  | Не участвовал  | Не участвовал  | Не участвовал  | Не участвовал  | Не участвовал  | Не участвовал  | Не участвовал  | Не участвовал  |
| Наведите курсор мыши на аббревиатуры в заголовке таблицы, чтобы прочесть их расшифровку. |         |                  |                  |                  |                  |                  |                  |                  |                  |                  |                  |                  |                |                |                |                |                |                |                |                |                |                |                |